# Valfermoso de las Monjas
Valfermoso de las Monjas es una localidad española, pedanía del municipio de Ledanca, en la provincia de Guadalajara, comunidad autónoma de Castilla-La Mancha. Tiene una población de 20 habitantes (INE 2014).

## Historia
A mediados del siglo XIX, el lugar, por entonces con ayuntamiento propio, contaba con una población censada de 525 habitantes. La localidad aparece descrita en el decimoquinto volumen del Diccionario geográfico-estadístico-histórico de España y sus posesiones de Ultramar de Pascual Madoz de la siguiente manera:

VALFERMOSO DE LAS MONJAS: v. con ayunt. en la prov. de Guadalajara (5 leg.), part. jud. de Brihuega (2), aud. terr. de Madrid (15), o. g. de Castilla la Nueva, dióc. de Sigüenza (5). sit. en un valle entre dos cerros, con clima templado y sano; tiene 52 casas; la consistorial con cárcel; escuela de instruccion primaria frecuentada por 28 alumnos de ambos sexos, á cargo de un maestro, datado 240 rs., y un celemín de trigo por cada uno de los discípulos; varias fuentes de buenas aguas; una igl. parr. (La Purísima Concepcion) servida por un cura y un sacristan; fuera de la v. á dist. de un corto paseo, hay un monast. de monjas benedictinas, ant. y hermoso edificio, habitado por 14 religiosas: confina el térm. con los de Jadraque, Villanueva, Utande, Grajanejos y Ledanca; dentro de él se encuentran inumerables manantiales, y los desp. de Tovilla y Torrecilla: el terreno bañado por el Vadiel, es calizo y de buena calidad. caminos: los locales, en mediano estado. correos: se recibe y despacha en Jadraque. prod.: cereales, legumbres, vino, aceite, cáñamo y yerbas de pasto, con las que se mantiene ganado lanar, cabrio y vacuno; hay caza menor y pesca de anguilas y cangrejos. ind.: la agrícola y un molino harinero. pobl.: 61 vec., 525 alm. cap. imp.: 92,300 rs. contr.: 5,692.
(Madoz, 1849, p. 457)

El municipio de Valfermoso de las Monjas desapareció en 1970, al ser incorporado al de Ledanca.

## Demografía
| Gráfica de evolución demográfica de Valfermoso de las Monjas entre 1842 y 1960 |
| |
| Población de derecho según los censos de población del INE Población de hecho según los censos de población del INEEntre el censo de 1970 y el anterior, este municipio desaparece porque se integra en el municipio Ledanca |

## Fiestas
Las fiestas patronales, en honor a San Juan, se celebrab el último fin de semana de junio.